# Wykreślanka
Wykreślanka – rodzaj zabawy słownej, polegającej na odnajdywaniu i wykreślaniu ukrytych w diagramach słów, które najczęściej podano obok bloku z literami. Wyrazy można odczytywać w kolumnach, wierszach i po skosach, a także wspak. Najczęściej pozostałe litery, czytane w kolejności występowania rzędami, tworzą rozwiązanie.
Wykreślanki początkowo kierowano do najmłodszych szaradzistów, umieszczając pojedyncze zagadki w magazynach z krzyżówkami. Obecnie ten rodzaj zabawy doczekał się wydań poświęconych tylko tej formie rozrywki, a jej odbiorcami stali się także dorośli.